# Piotr Ałfierjew
Piotr Fiodorowicz Ałfierjew ros. Пётр Фёдорович Алферьев (ur. 12 czerwca?/24 czerwca 1893 we wsi Fiodorskoje, zm. czerwiec 1942) – radziecki generał major.

## Życiorys
Urodził się we wsi Fiodorskoje w obwodzie włodzimierskim w rodzinie chłopskiej.
W 1914 roku powołany do armii carskiej. W 1915 roku ukończył szkołę pułkową Lejb-Gwardyjskiego Sankt-Petersburski Pułku oraz 1 Piotrogrodzką Szkołę Chorążych. Brał udział w I wojnie światowej walcząc na Froncie Południowo-Zachodnim. Wojnę zakończył w stopniu porucznika.
W 1919 roku wstąpił do Armii Czerwonej. Pełnił funkcję instruktora batalionu, dowódcy kompanii, batalionu i samodzielnego pułku strzeleckiego w Moskiewskim Okręgu Wojskowym.
Po zakończeniu wojny domowej w był zastępcą dowódcy 8 zapasowego pułku strzeleckiego, od lutego 1920 – 3 zapasowego pułku strzeleckiego. W 1925 roku ukończył Akademię Wojskową im. Frunzego, a potem do sierpnia 1925 roku był szefem sztabu 15 pułku strzeleckiego i od października 1926 roku szefem sztabu 14 Moskiewskiej Dywizji Strzeleckiej. W 1929 roku ukończył wyższy kurs doskonalący dowódców przy Sztabie Generalnym Armii Czerwonej. Następnie był szefem 4, a później 5 oddziału sztabu Moskiewskiego Okręgu Wojskowego. Następnie był wykładowcą na strzelecko-taktycznych kursach dla dowódców „Wystrzał” i szefem sztabu 14 Dywizji Strzeleckiej. Od maja 1932 roku był wykładowcą taktyki na kursach doskonalących dla dowódców wojsk zmechanizowanych Armii, a w styczniu 1934 roku został szefem kursów akademickich przy Akademii Wojskowej Mechanizacji i Motoryzacji Armii Czerwonej. W lutym 1935 roku został szefem oddziału wyszkolenia bojowego Zabajkalskiej Grupy Wojsk.
W czerwcu 1940 roku został zastępcą szefa Wydziału Wyszkolenia Bojowego Armii Czerwonej, funkcję tę pełnił do ataku Niemiec na ZSRR. We wrześniu 1941 roku został dowódcą 34 Armii Frontu Północno-Zachodniego, którą dowodził w trakcie walk obronnych. W połowie grudnia 1941 roku został dowódcą grupy operacyjnej 54 Armii Frontu Wołchowskiego, którą dowodził do marca 1942 roku.
W marcu 1942 roku został zastępcą dowódcy 2 Armii Uderzeniowej. Wziął udział w operacjach zaczepnych w rejonie miasta Lubań i Siniawina. W trakcie tych działań armia po przerwaniu linii przeciwnika weszła na jego tyły, gdzie została okrążona.
Dowodził on wojskami, które znalazły się w okrążeniu i usiłowały wyjść z okrążenia. Ostatni raz żywy widziany był w dniu 25 czerwca 1942 roku w rejonie wsi Miasny Bór w obwodzie nowogrodzkim. Po tym zaginął bez wieści.

## Awanse
- generał major (4 czerwca 1940)

## Odznaczenia
- Order Czerwonej Gwiazdy
- Medal XX-lecia Armii Czerwonej